# Andilly (Val-d’Oise)
Andilly ist eine französische Gemeinde mit 2691 Einwohnern (Stand 1. Januar 2022) im Département Val-d’Oise der Region Île-de-France; sie gehört zum Arrondissement Sarcelles und zum Kanton Montmorency. Die Einwohner nennen sich Andillois bzw. Andilloises.

## Geografie
Die Gemeinde Andilly befindet sich 20 Kilometer nördlich von Paris.
Umgeben wird Andilly von den fünf Nachbargemeinden:
| Montlignon | Domont                                      | Montmorency            |
|            | Kompassrose, die auf Nachbargemeinden zeigt |                        |
| Margency   |                                             | Soisy-sous-Montmorency |

## Geschichte
Der Ort wird 1125 erstmals in einer Urkunde genannt, die den Grundherrn Baudoin d'Andiliacum anführt. Im 16. Jahrhundert wurde Andilly von Antoine Arnauld gekauft. Sein Sohn Robert Arnauld d’Andilly war ein Begründer des Jansenismus, er wurde unter Ludwig XIV. deshalb verfolgt.

## Bevölkerungsentwicklung
| Jahr      | 1962 | 1968 | 1975 | 1982 | 1990 | 1999 | 2007 |
| Einwohner | 1277 | 1519 | 1652 | 1589 | 2116 | 2013 | 2402 |

## Sehenswürdigkeiten

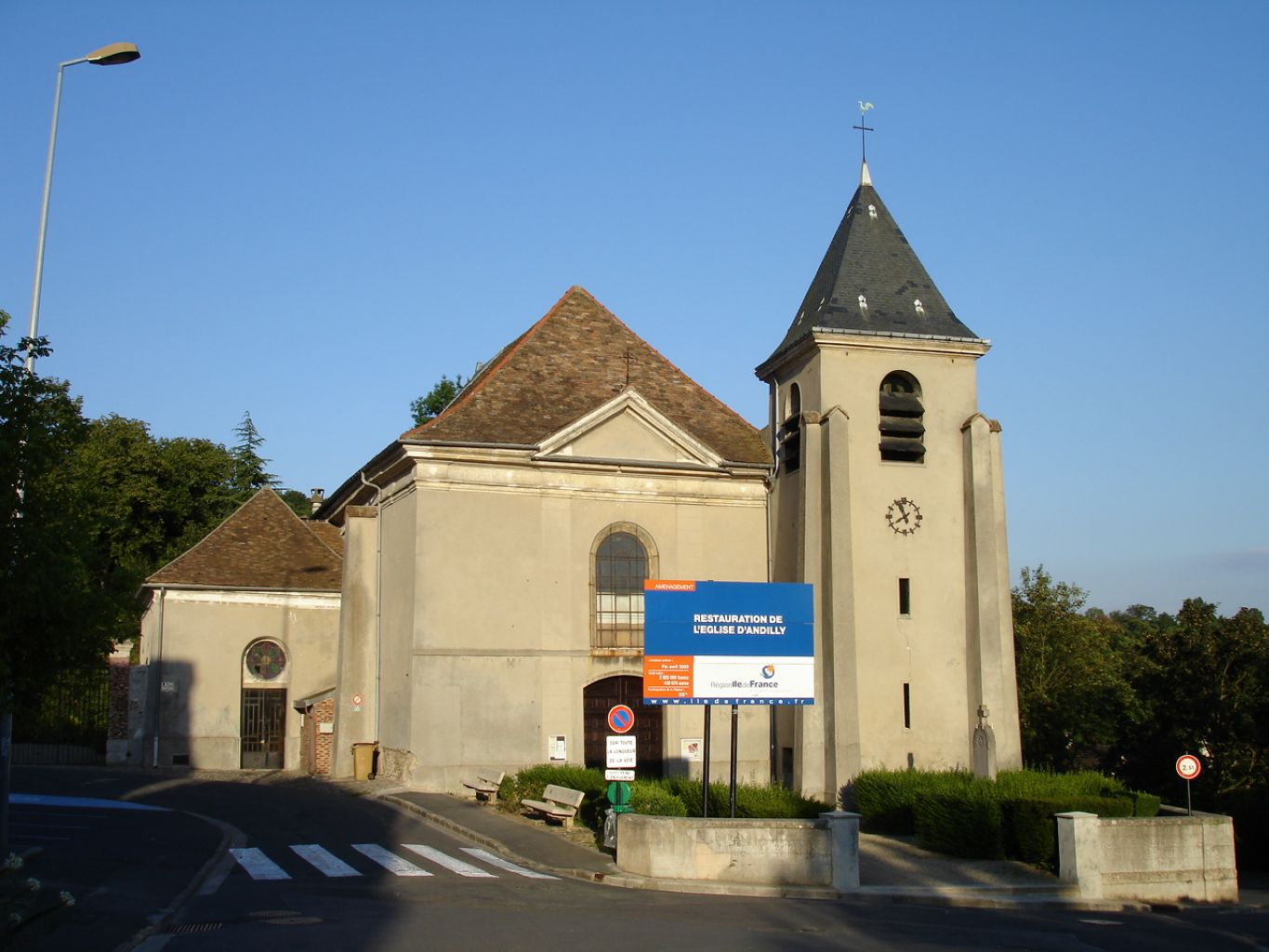
Kirche Saint-Médard

- Taubenturm (Colombier) aus dem 17. Jahrhundert (Monument historique)[1]
- Schloss Belmont, erbaut Ende des 16. Jahrhunderts
- Kirche Saint-Médard, erbaut ab 1719